# CHCHD5
CHCHD5 (англ. Coiled-coil-helix-coiled-coil-helix domain containing 5) – білок, який кодується однойменним геном, розташованим у людей на 2-й хромосомі. Довжина поліпептидного ланцюга білка становить 110 амінокислот, а молекулярна маса — 12 395.
| 10         |  | 20         |  | 30         |  | 40         |  | 50         |
| ---------- |  | ---------- |  | ---------- |  | ---------- |  | ---------- |
| MQAALEVTAR |  | YCGRELEQYG |  | QCVAAKPESW |  | QRDCHYLKMS |  | IAQCTSSHPI |
| IRQIRQACAQ |  | PFEAFEECLR |  | QNEAAVGNCA |  | EHMRRFLQCA |  | EQVQPPRSPA |
| TVEAQPLPAS |  |            |  |            |  |            |  |            |

A: Аланін

C: Цистеїн

D: Аспарагінова кислота

E: Глутамінова кислота

F: Фенілаланін

G: Гліцин

H: Гістидин

I: Ізолейцин

K: Лізин

L: Лейцин

M: Метіонін

N: Аспарагін

P: Пролін

Q: Глутамін

R: Аргінін

S: Серин

T: Треонін

V: Валін

W: Триптофан

Задіяний у таких біологічних процесах, як ацетилювання, альтернативний сплайсинг. 
Локалізований у мітохондрії.